# Carrie Dew
Caroline Frances Dew, mais conhecida como Carrie Dew (San Diego, 8 de dezembro de 1986), é uma futebolista estadunidense que atua como zagueira. Atualmente, joga pelo FC Gold Pride.

## Biografia

### Vida Pessoal
Carrie é casada com o ex-jogador do San Francisco 49ers, Joe Staley, com quem tem duas filhas, Grace e Audrey.

## Prêmios e títulos
- 2010 - Liga de Futebol Feminino dos Estados Unidos[2][3]
- 2008 - MVP Defensivo da NCAA College Cup[4]
- 2008 - BIG EAST Defensive Player of the Year
- 2006 - BIG EAST Defensive Player of the Year[5]